# Obafemi Awolowo
Obafemi Jeremiah Oyeniyi Awolowo, GCFR (6. března 1909, Ikenne, Britská Nigérie – 9. května 1987, Ikenne, stát Ogun) byl nigerijský politik, státník, právník a nacionalista, který hrál klíčovou roli v nigerijském hnutí za nezávislost. Stal se aktivním politikem v první a druhé republice a v občanské válce. Byl synem farmáře z Joruby, jedním z těch, kteří se o svůj vzestup zasloužili vlastním úsilím.

## Životopis
Jako mladý muž byl aktivním novinářem a kromě jiných publikací redigoval Nigerian Worker. Po absolvování bakalářského studia v Nigérii odcestoval do Londýna, kde získal titul právníka. Obafemi Awolowo byl prvním premiérem Západního regionu (Western State) v Nigérii a později federálním komisařem pro finance a místopředsedou Federální výkonné rady během nigerijské občanské války. Byl třikrát hlavním uchazečem o nejvyšší úřad ve své zemi.
Rodák z Ikenne ve státě Ogun v jihozápadní Nigérii zahájil svou kariéru, stejně jako někteří jeho další současníci, jako nacionalista v nigerijském hnutí mládeže (Nigerian Youth Movement), ve kterém se stal tajemníkem pro Západní region. Awolowo byl zodpovědný za velkou část progresivní sociální legislativy, která učinila z Nigérie moderní národ. Byl prvním předsedou Government Business (vládní obchod) v Nigérii a ministrem místní správy a financí a také prvním premiérem Západního regionu v rámci nigerijského parlamentního systému od roku 1952 do roku 1959. Od roku 1959 do roku 1963 byl oficiálním vůdcem vládní opozice ve federálním parlamentu během vlády Sira Abubakara Tafawa Balewa, prvního předsedy nigerijské vlády. V roce 1963 byl uvězněn na základě obvinění z pobuřování. Obvinění bylo zrušeno v roce 1966 a Awolowo se stal ministrem financí. Jako uznání za svou činnost byl Awolowo jako první osoba v moderní době jmenován vůdcem Jorubů (v jazyce joruba: Asiwaju Awon Yoruba nebo Asiwaju Omo Oodua).

## Počátky
Obafemi Awolowo se narodil jako Jeremiah Obafemi Oyeniyi Awolowo dne 6. března 1909 ve městě Ijebu-Remo v Ikenne, v dnešním nigerijském státě Ogun jako jediný syn Davida Shopolu Awolowa, dělníka na pile a farmáře a Mary Efunyela Awolowo. Měl 2 sestry a 1 nevlastní sestru z matčiny strany. Awolowův otec byl synem vysokého náčelníka a člena kmene Iwarefa, tradiční skupiny Osugbo, která vládla v Ikenne. V roce 1896 se Awolowův otec stal jedním z prvních domorodců v Ikenne, kteří konvertovali ke křesťanství. Awolowova babička z otcovy strany, Adefule Awolowo, kterou Awolowo zbožňoval, vyznávala jorubské náboženství a systém věštění „Ifá“.(Ifá se praktikuje po celé Americe, západní Africe a na Kanárských ostrovech ve formě složitého náboženského systému a dalších afroamerických vyznání). Awolowova babička věřila, že „Obafemi“ byl reinkarnací jejího otce (jeho praděda). Konvertování Awolowova otce na křesťanství bylo rozporu s vírou jeho rodiny. Rodina volala boha neštovic Obaluaye, když Awolowůw otec onemocněl neštovicemi, na které 8. dubna 1920 zemřel. Tehdy bylo Obafemimu asi jedenáct let. Navštěvoval různé školy, včetně Baptist Boys 'High School (BBHS) v hlavní městě státu Ogun v Abeokutě. Stal se zde učitelem a poté se kvalifikoval jako stenograf. Následně působil jako úředník na střední škole Wesley College v Ibadanu ve státě Oyo. Pracoval také jako korespondent pro Nigerian Times. Awolowo se pustil do různých podnikatelských aktivit, aby získal peníze na svou cestu do Velké Británie pro další studium. Po ukončení studia na Wesley College v Ibadanu v roce 1927 se zapsal na University of London jako externí student a promoval s titulem Bachelor of Commerce (bakalář). V roce 1944 odcestoval do Velké Británie studovat právo na University of London jako řádný student a 19. listopadu 1946 byl přijat do advokátní komory Inner Temple. 1946. V roce 1949 Awolowo založil Nigerian Tribune, soukromé nigerijské noviny, které používal k šíření nacionalismu mezi Nigerijci.

## Politika
Awolowo byl nejvýznamnějším nigerijským federalistou. Ve své knize Path to Nigerian Freedom (Cesta k nigerijské svobodě) z roku 1947 – první systematický federalistický manifest nigerijského politika – prosazoval federalismus jako jediný základ pro spravedlivou národní integraci a jako vedoucí akční skupiny požadoval vytvoření federální ústavy. Došlo k tomu v roce 1954, primárně podle modelu navrženého delegací Západního regionu, kterou Awolowo vedl. Jako premiér se ukázal být dynamickým vůdcem s vizí. Byl také předním sociálně demokratickým politikem v zemi. Podporoval omezení veřejného vlastnictví a omezení centrální plánování. Věřil, že stát by měl směrovat své zdroje do dalšího vzdělávání a rozvoje infrastruktury pod vedením státu. Kontroverzně a se značnými náklady zavedl bezplatné základní vzdělávání pro všechny a bezplatnou zdravotní péči o děti v Západním regionu, v roce 1959 založil první televizní společnost v Africe a skupinu Oduduwa Group, která byla financována z vysoce lukrativního obchodu s kakaem, který byl oporou regionální nigerijské ekonomiky.

## Krize v západní Nigerii
V předvečer nezávislosti vedl akční skupinu jako vůdce opozice ve federálním parlamentu. Jeho protivníkem byl Samuel Ladoke Akintola, předseda Západního regionu. Neshody mezi Awolowou a Akintolou o tom, jak řídit region vedly k alianci s federální vládou NPC vedenou Tafawou Balewou. Ústavní krize vedla k vyhlášení výjimečného stavu v Západním regionu, což nakonec vedlo k rozsáhlému rozpadu práva a pořádku.
Vyloučeni z národní vlády čelili Awolowo a jeho strana stále nejistějšímu postavení. Následovníci Akintoly, rozhněvaní pro své vyloučení z vlády, vytvořili pod vedením Akintoly Nigerijskou národní demokratickou stranu (NNDP). Federální vláda nejprve pozastavila zvolené Západní regionální shromáždění, poté jej rekonstituovala po akcích, které vynesly Akintolovu NNDP k moci bez řádných voleb. Krátce nato byl Awolowo a několik jeho soudruhů zatčeno, obviněno, odsouzeno (za velezradu) a uvězněno za spiknutí s ghanskými úřady pod vedením Kwameho Nkrumaha za účelem svržení federální vlády.

## Odkaz
V roce 1992 byla založena Nadace Obafemi Awolowo jako nezávislá nezisková organizace, která se zavázala podporovat symbiotickou interakci veřejné politiky s cílem podpořit celkový rozvoj nigerijského národa. Nadaci otevřel tehdejší nigerijský prezident generál Ibrahim Babangida na stadionu Liberty Stadium v Ibadanu. Mezi jeho nejdůležitější odkazy Obafemi Awolowa patří jeho příkladná bezúhonnost, jeho podpora politiky spojené se sociálním státem, jeho příspěvky k urychlení procesu dekolonizace a jeho důsledné a rozumné prosazování federalismu založené na etno-lingvistickém sebeurčení a spojování politicky silných států – jako nejlepší základ pro nigerijskou jednotu. Awolowo zemřel pokojně ve svém domě v Ikenne, v domě Efunyela Hall, pojmenovaném podle jeho matky 9. května 1987, ve věku 78 let, a byl uložen k odpočinku v Ikenne. Jeho osoba byla uctěna napříč politickými a etnicko-náboženskými uskupeními.

## Vyznamenání
Od roku 1999 je zobrazen na nigerijské bankovce 100 Naira.
Vedle řady dalších titulů je Awolowo držitelem titulu Odole Oodua z Ile-Ife.